# ريكي ميلر
ريكي ميلر (بالإنجليزية: Ricky Miller)‏ (13 مارس 1989 في المملكة المتحدة - ) هو لاعب كرة قدم بريطاني في مركز الهجوم. لعب مع نادي لوتون تاون وStamford A.F.C. ‏ ونادي دوفر أتليتيك ونادي كوربي تاون وبورن تاون ‏ وRothwell Town F.C. ‏ ونادي بوسطن يونايتد.

## وصلات خارجية
- ريكي ميلر على موقع قاعدة بيانات كرة القدم.إي يو (الإنجليزية)
- ريكي ميلر على موقع Soccerbase.com (لاعب) (الإنجليزية)
- ريكي ميلر على موقع Soccerway.com (الإنجليزية)